# Pierre couverte du Moulin de Piau
Pour les articles homonymes, voir Pierre couverte.
La Pierre couverte du Moulin de Piau est un dolmen situé à Chemellier, dans le département français de Maine-et-Loire.

## Description
Le dolmen se caractérise par l'utilisation de deux grands orthostates latéraux, un de chaque côté de la chambre, légèrement inclinés vers l'intérieur, d'environ 4 m de long. La chambre était précédée d'une antichambre plus étroite, désormais disparue. L'architecture initiale du chevet et de l'entrée sont inconnues. L'ensemble est recouvert de deux tables de couverture de belle taille. Toutes les dalles sont en grès.

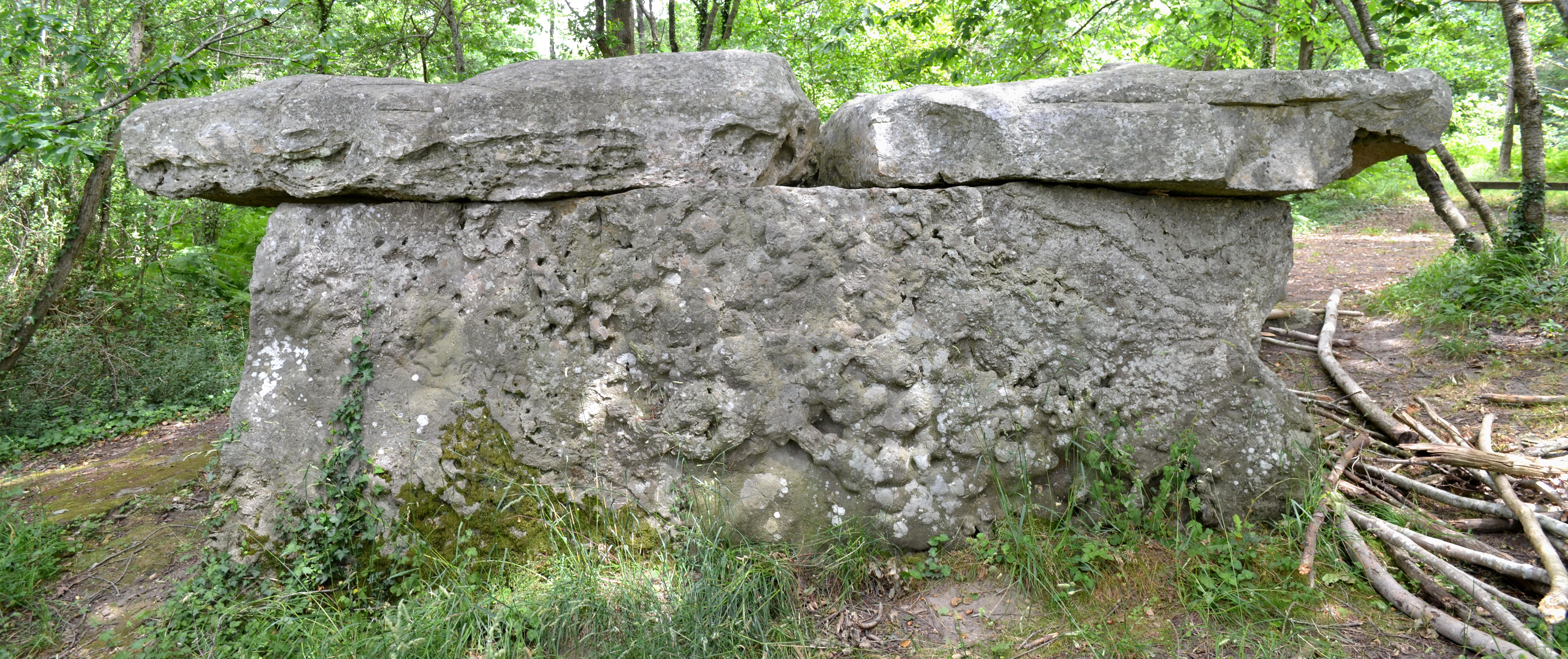
Vue côté sud.